# 8723 Azumayama
8723 Azumayama eller 1996 SL7 är en asteroid i huvudbältet som upptäcktes den 23 september 1996 av den japanske amatörastronomen Tomimaru Okuni vid Nanyō-observatoriet. Den är uppkallad efter den vulkaniska bergskedjan Azuma.
Den tillhör asteroidgruppen Baptistina.